# Dynasties 2 - L'avventura della vita
Dynasties 2 - L'avventura della vita (Dynasties II) è un programma televisivo documentaristico britannico del 2022 in onda dal 20 marzo al 25 giugno 2022 su BBC One e in Italia su Rete 4. Prodotta dalla BBC, è narrata da David Attenborough. È il sequel a Dynasties ed è stata annunciata tramite un comunicato stampa il 28 dicembre 2020.
La serie scava nelle vite segrete di animali carismatici e accattivanti mentre combattono per le loro famiglie contro le avversità e rimangono coinvolti nei drammi della vita reale. 
Uno speciale di Natale con la bertuccia è stato trasmesso nel dicembre del 2022.

## Episodi
| n° | Titolo originale | Prima TV UK    |
| -- | ---------------- | -------------- |
| 1  | Puma             | 20 marzo 2022  |
| 2  | Elephant         | 27 marzo 2022  |
| 3  | Cheetah          | 3 aprile 2022  |
| 4  | Hyena            | 10 aprile 2022 |
| 5  | Meerkat          | 21 maggio 2022 |
| 6  | Macaque          | 25 giugno 2022 |

## Trasmissione
Il documentario è stato trasmesso dal 20 marzo al 25 giugno 2022 su BBC One nel Regno Unito.
Il programma è stato concesso in licenza nel mondo da vari gruppi come ad esempio Mediaset in Italia e in onda su Rete 4.

## Accoglienza
Carol Midgley di The Times ha assegnato al primo episodio il massimo di 5 stelle e lo ha definito "superbo".
Gabriel Tate di The Telegraph ha assegnato al primo episodio 4 stelle dicendo "La narrazione era brillante e compiuta, e raramente sembrava forzata, l'antropomorfismo aveva una lucentezza rispettabile evitando i cliché nella saggia voce fuori campo di Attenborough." Rachael Sigee del giornale i ha assegnato 4 stelle dicendo che il documentario "dà priorità allo storytelling rispetto alla diffusione delle informazioni".
Nick Hilton di The Independent ha dato al primo episodio 3 stelle, dicendo che il programma, "rivolgendo metà del suo sguardo ai bambini, è colpevole di sminuire la grande complessità del cervello animale."